# Bauherrenhaftpflichtversicherung
Die Bauherrenhaftpflichtversicherung bietet Versicherungsschutz gegen gesetzliche Haftpflichtansprüche auf Grund der Verletzung von Verkehrssicherungspflichten (z. B. schlechte Beschilderung, schlechte Beleuchtung) bei der Durchführung eigener Bauvorhaben. Sie ist oft Bestandteil einer Gebäudeneubauversicherung.
Der Bauherr hat seine Baustelle ordnungsgemäß abzusichern, sodass sich niemand dort verletzen kann. Es ist üblich, dass der Bauherr seine Verkehrssicherungspflichten auf den Bauleiter/Bauunternehmer delegiert. Jedoch haftet der Bauherr weiterhin für die Überwachung des Bauleiters/Bauunternehmers, sodass er bei Verletzung dieser Überwachungspflicht in Anspruch genommen werden kann.
Nach der Baustellenverordnung muss bei einem Bauvorhaben, auf dem mehrere Unternehmer tätig werden, ein Koordinator, z. B. ein Architekt, eingesetzt werden. Der Koordinator hat die Aufgabe, die Einhaltung von Arbeitsschutzvorschriften und Gefahrgutvorschriften zu organisieren und zu überwachen. Der Bauherr ist verantwortlich für die Einsetzung eines Koordinators, wenn er diese Aufgabe nicht selbst übernimmt.
In der Privathaftpflichtversicherung und in der Betriebshaftpflichtversicherung ist regelmäßig schon das Bauherrenrisiko im Rahmen der Haus- und Grundbesitzerhaftpflichtversicherung enthalten, bei den meisten Versicherern jedoch auf eine bestimmte Bausumme beschränkt. Wird diese Bausumme überschritten, ist der Abschluss einer gesonderten Bauherrenhaftpflichtversicherung erforderlich.
Die Prämie der Bauherrenhaftpflichtversicherung ist abhängig von der jeweiligen Bausumme des Projekts. Sie berechnet sich mit einem Beitragssatz, individuell abhängig von der jeweiligen Versicherungsgesellschaft. Beispiel: Bei einer Bausumme von 300.000 Euro und einem Beitragssatz von 1 ‰ ergibt sich eine Nettoversicherungsprämie von 300 Euro. Bei Abschluss der Bauherrenhaftpflichtversicherung gibt der Bauherr die voraussichtliche Bausumme bekannt. Die Prämie wird dann nach Fertigstellung des Bauprojekts anhand der tatsächlichen Bausumme abgerechnet. 